# Лауценхаузен
Лауценхаузен (њем. Lautzenhausen) општина је у њемачкој савезној држави Рајна-Палатинат. Једно је од 134 општинска средишта округа Рајн-Хунсрик. Према процјени из 2010. у општини је живјело 391 становника. Посједује регионалну шифру (AGS) 7140082.

## Географски и демографски подаци
Лауценхаузен се налази у савезној држави Рајна-Палатинат у округу Рајн-Хунсрик. Општина се налази на надморској висини од 470 метара. Површина општине износи 5,0 km². У самом мјесту је, према процјени из 2010. године, живјело 391 становника. Просјечна густина становништва износи 79 становника/km².